# Tereticus antennalis
Tereticus antennalis là một loài bọ cánh cứng trong họ Cerambycidae.